# Грос-Питон
Грос-Питон — одна из двух гор на юго-западе Сент-Люсии. Находится к югу от города Суфриер. Высота — 786 метров над уровнем моря. Вместе с горой Пти-Питон является официальным символом Сент-Люсии. На склонах горы водится змея Saint Lucia Lancehead  (Bothrops caribbaeus) — эндемик острова.